# Deinopa phruxus
Deinopa phruxus är en fjärilsart som beskrevs av William Schaus 1914. Deinopa phruxus ingår i släktet Deinopa och familjen nattflyn. Inga underarter finns listade i Catalogue of Life.